# Cordyceps

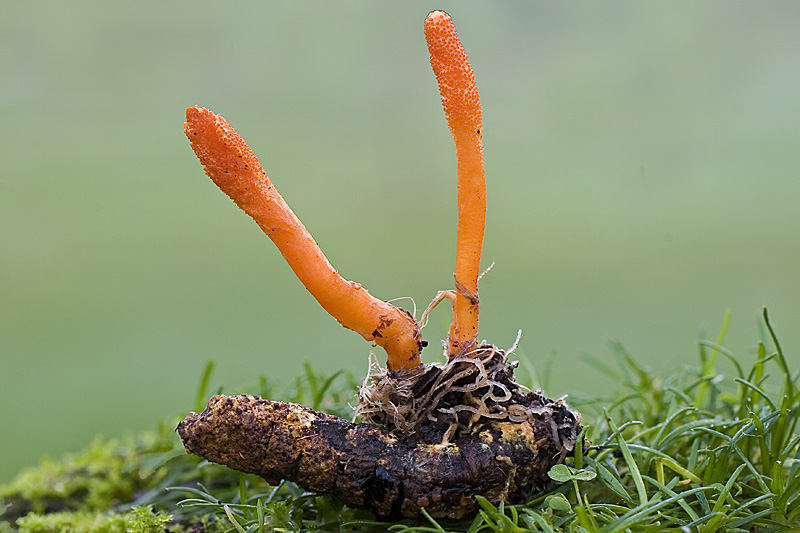
Maczużnik bojowy rozmnażający się na zaatakowanym owadzie

Cordyceps Fr. (maczużnik) – rodzaj grzybów z rodziny maczużnikowatych (Cordycipitaceae).

## Charakterystyka
Wszystkie gatunki są pasożytami, przede wszystkim bezkręgowców, rzadziej innych grzybów. Gdy zarodniki dostaną się w pobliże żywiciela, rozrastająca się grzybnia zastępuje stopniowo zaatakowane tkanki, wytwarzając ostatecznie owocnik z workami, zawierającymi nitkowate askospory.

## Systematyka i nazewnictwo
Pozycja w klasyfikacji według Index Fungorum: Cordycipitaceae, Hypocreales, Hypocreomycetidae, Sordariomycetes, Pezizomycotina, Ascomycota, Fungi.
Synonimy nazwy naukowej:Campylothecium Ces., Cordylia Fr., Cordyliceps Fr., Corynesphaera Dumort., Hypoxylum Juss., Mitrasphaera Dumort., Phytocordyceps C.H. Su & H.H. Wang, Polistophthora Lebert, Racemella Ces., Tettigorhyza G. Bertol., Torrubia Lév., in Cesati & de Notaris, Xylaria Hill ex Grev.
W opracowaniu Barbary Gumińskiej i Władysława Wojewody z 1985 r. rodzaj ten opisany został pod polską nazwą maczużnik. W późniejszych opracowaniach mykologicznych nazwa ta jednak nie pojawia się, zaś Wiesław Fałtynowicz w 2003 r. podaje nazwę maczużnik dla innego rodzaju grzybów – Sphinctrina
.

## Gatunki występujące w Polsce
- Cordyceps bifusispora O.E. Erikss. 1982[5]
- Cordyceps militaris (L.) Link 1833 – tzw. maczużnik bojowy[2]

Wykaz gatunków (nazwy naukowe) na podstawie Index Fungorum. Nazwy polskie według B. Gumińskiej i W. Wojewody.

## Cordyceps w popkulturze
Zmutowany grzyb z rodzaju Cordyceps był przyczyną pandemii w grze komputerowej The Last of Us i opartym na niej serialu.